# Barrow (Illinois)
Barrow es un área no incorporada ubicada en el condado de Greene en el estado estadounidense de Illinois.

## Geografía
Barrow se encuentra ubicada en las coordenadas 39°29′41″N 90°24′17″O / 39.49472, -90.40472.